# Аналоговий синтезатор

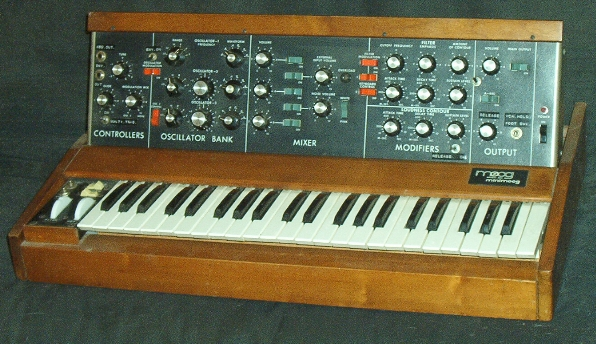
Minimoog є одним із найпопулярніших аналогових синтезаторів, коли-небудь створених

Аналоговий синтезатор (або синтезатор) — це синтезатор, який використовує аналогові схеми та аналогові сигнали для генерування звуку в електронному вигляді.
Найперші аналогові синтезатори 1920-х і 1930-х років, такі як Trautonium, створювалися з використанням різноманітних технологій вакуумної лампи (термоелектронний клапан) і електромеханічних технологій. Після 1960-х аналогові синтезатори створювалися з використанням інтегральних схем операційного підсилювача (OP-AMP) і використовували потенціометри (потенциометри або змінні резистори) для регулювання параметрів звуку. Аналогові синтезатори також використовують фільтри низьких частот і фільтри високих частот для зміни звуку. У той час як аналогові синтезатори епохи 1960-х років, такі як Moog, використовували низку незалежних електронних модулів, з'єднаних комутаційними кабелями, пізніші аналогові синтезатори, такі як Minimoog, об'єднали їх в окремі блоки, усунувши комутаційні шнури на користь інтегрованих систем маршрутизації сигналу.

## Історія
Найдавніша згадка про «синтетичний гармонізатор», що використовує електрику, датується 1906 роком, створеним шотландським фізиком Джеймсом Робертом Мілном FRSE (пом. 1961).

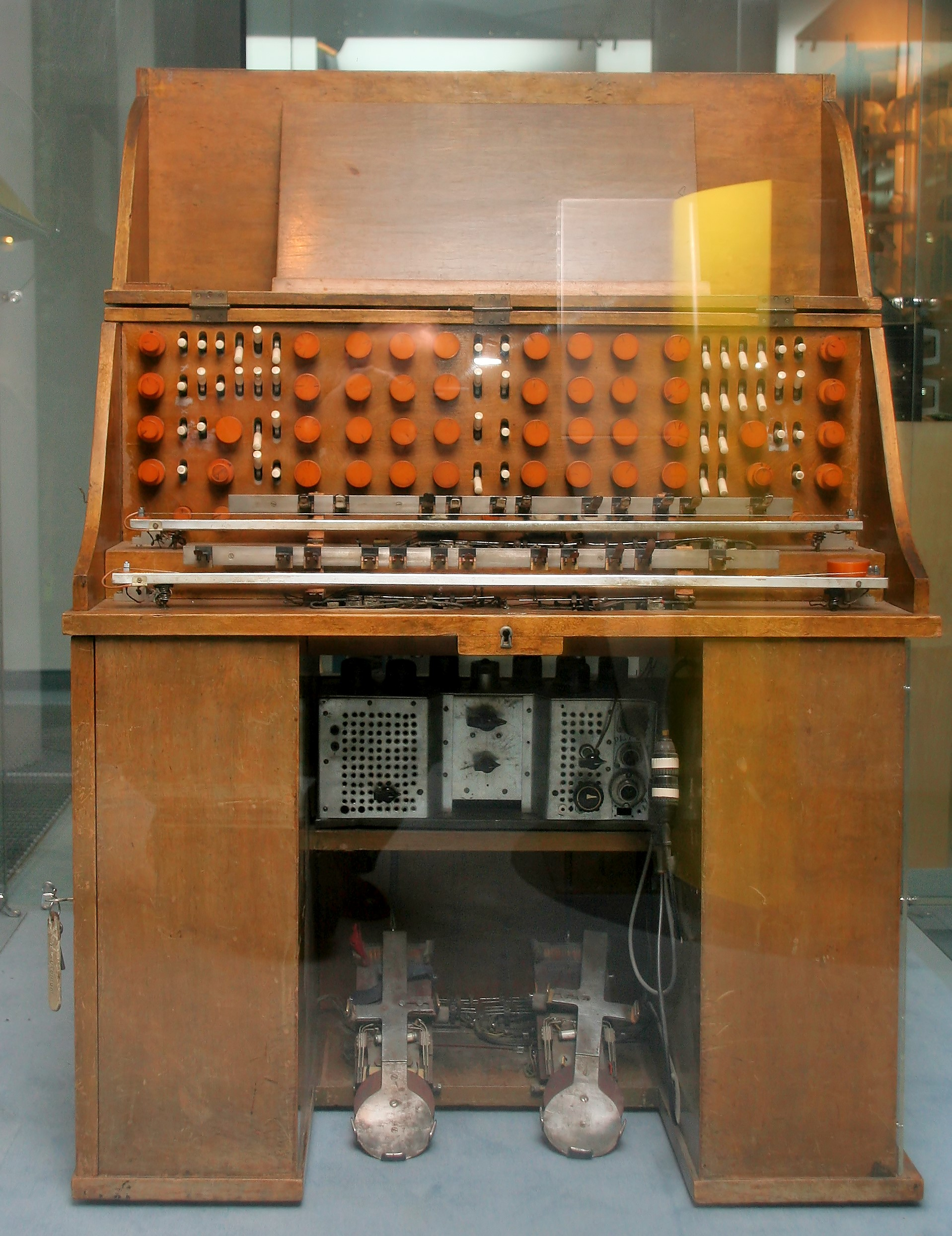
Траутоніум, 1928

Найперші синтезатори використовували різноманітні термоклапанні (вакуумні лампи) та електромеханічні технології. Хоча деякі електричні інструменти вироблялися масово, наприклад Ondioline Жоржа Дженні, орган Гаммонда та Траутоніум, багато з них не можна вважати синтезаторами за стандартами пізніших інструментів. Проте деякі окремі студії та інструменти досягли високого рівня витонченості, наприклад Траутоніум Оскара Сала, Electronium Реймонда Скотта та синтезатор ANS Євгена Мурзіна. Іншим відомим раннім інструментом є Hammond Novachord, вперше виготовлений у 1938 році, який мав багато тих самих функцій, що й пізніші аналогові синтезатори.

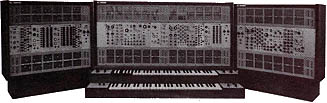
ARP 2500 з шафами розширення.

Ранні аналогові синтезатори використовували технології електронних аналогових комп'ютерів і лабораторного випробувального обладнання. Загалом це були «модульні» синтезатори, що складалися з кількох незалежних електронних модулів, з'єднаних комутаційними кабелями в комутаційну панель, яка нагадувала джекфілди, які використовували телефонні оператори 1940-х років. Модулі синтезатора в ранніх аналогових синтезаторах включали генератори з керуванням напругою, фільтри з керуванням напругою і підсилювачі з керуванням напругою. Крім того, вони використовували генератори огинаючої, низькочастотні осцилятори та кільцеві модулятори. Деякі синтезатори також мали пристрої ефектів, такі як блоки реверберації, або такі інструменти, як секвенсори чи звукові мікшери. 
Оскільки багато з цих модулів приймають вхідні звукові сигнали та обробляють їх, аналоговий синтезатор можна використовувати як систему генерування та обробки звуку.